# ÖBB-Technische Services
Die ÖBB-Technische Services-GmbH ist ein österreichisches Unternehmen im ÖBB-Konzern, das zu 75 % der ÖBB-Personenverkehr AG und zu 25 % der Rail Cargo Austria AG gehört. Das Unternehmen leistet die Instandhaltung, Modernisierung, Weiterentwicklung und teilweise auch Montage von Schienenfahrzeugen sowie deren Komponenten, vorwiegend für die Österreichischen Bundesbahnen.

## Unternehmen
Das Unternehmen beschäftigt rund 4.000 Mitarbeiter an 25 Standorten, davon 22 in Österreich, und bearbeitet rund 270.000 Aufträge pro Jahr. Es werden mehr als 22.500 Schienenfahrzeuge sowie rund 8.500 verschiedene Fahrzeugkomponenten instand gehalten. Aktuell betreut die ÖBB-Technische Services GmbH rund 230 Kunden aus fünfzehn europäischen Ländern.
Die ÖBB-TS gingen aus dem Werkstättenwesen der Österreichischen Bundesbahnen hervor und wurden 1995 als eigener Geschäftsbereich gegründet. 2004 erfolgte im Zuge der Aufspaltung der ÖBB die Ausgliederung in die ÖBB-Technische Services GmbH. Seit dem 23. August 2021 treten die ÖBB-Technische Services mit einem neuen Markennamen „ÖBB TRAIN TECH“ am Markt auf.
Auch die ÖBB-Hilfszüge unterstehen den TS.

### Standorte
Die ÖBB-TS besitzen insgesamt 22 Standorte in Österreich, bei denen es sich vorwiegend um ehemalige Hauptwerkstätten und Werkstätten von Zugförderungen handelt. An den meisten Standorten befinden sich auch Niederlassungen der für das Zugförderungswesen zuständigen ÖBB-Produktion.

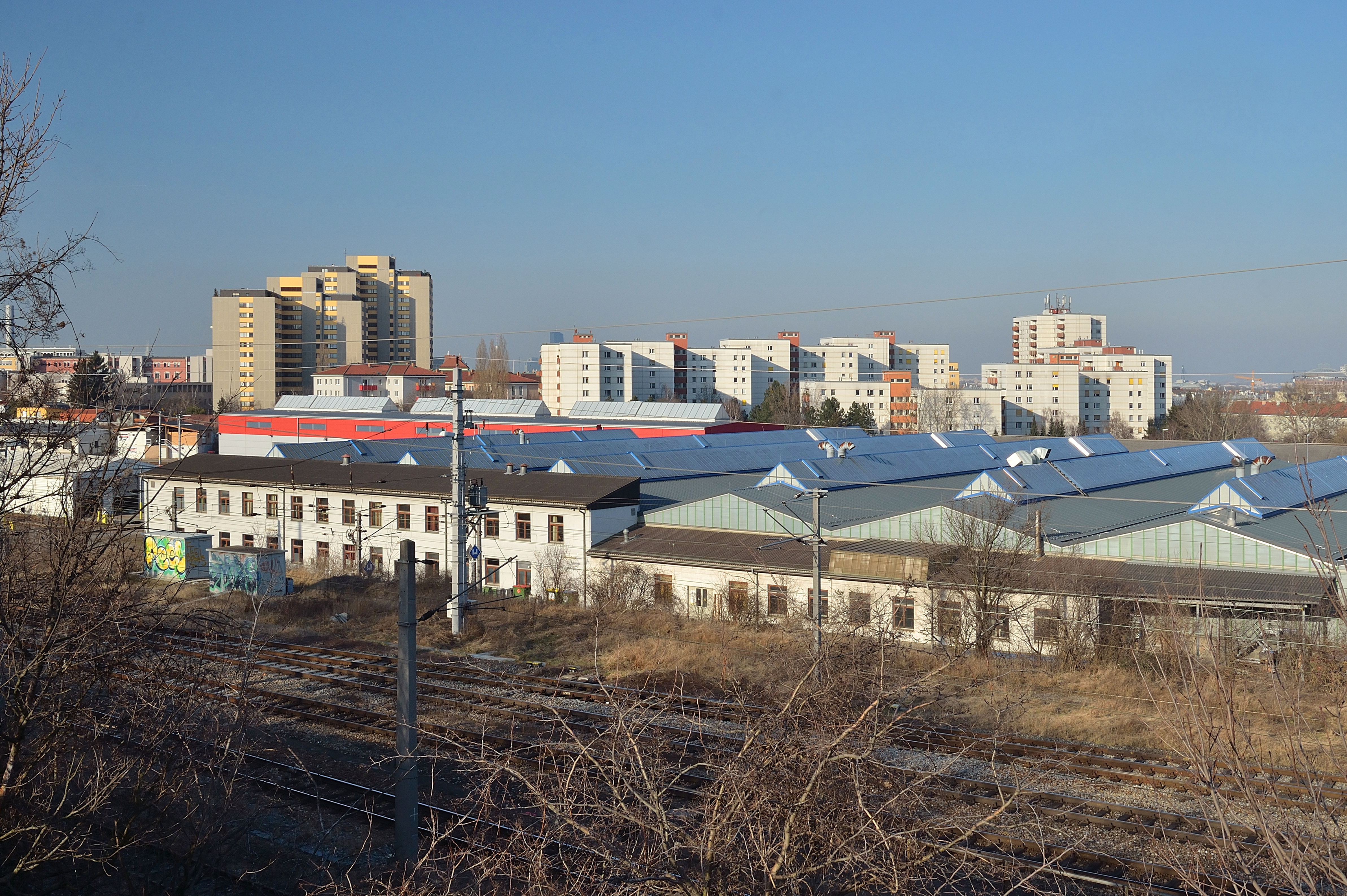
Werk Simmering

#### Werke (ehemals ÖBB-Hauptwerkstätten)

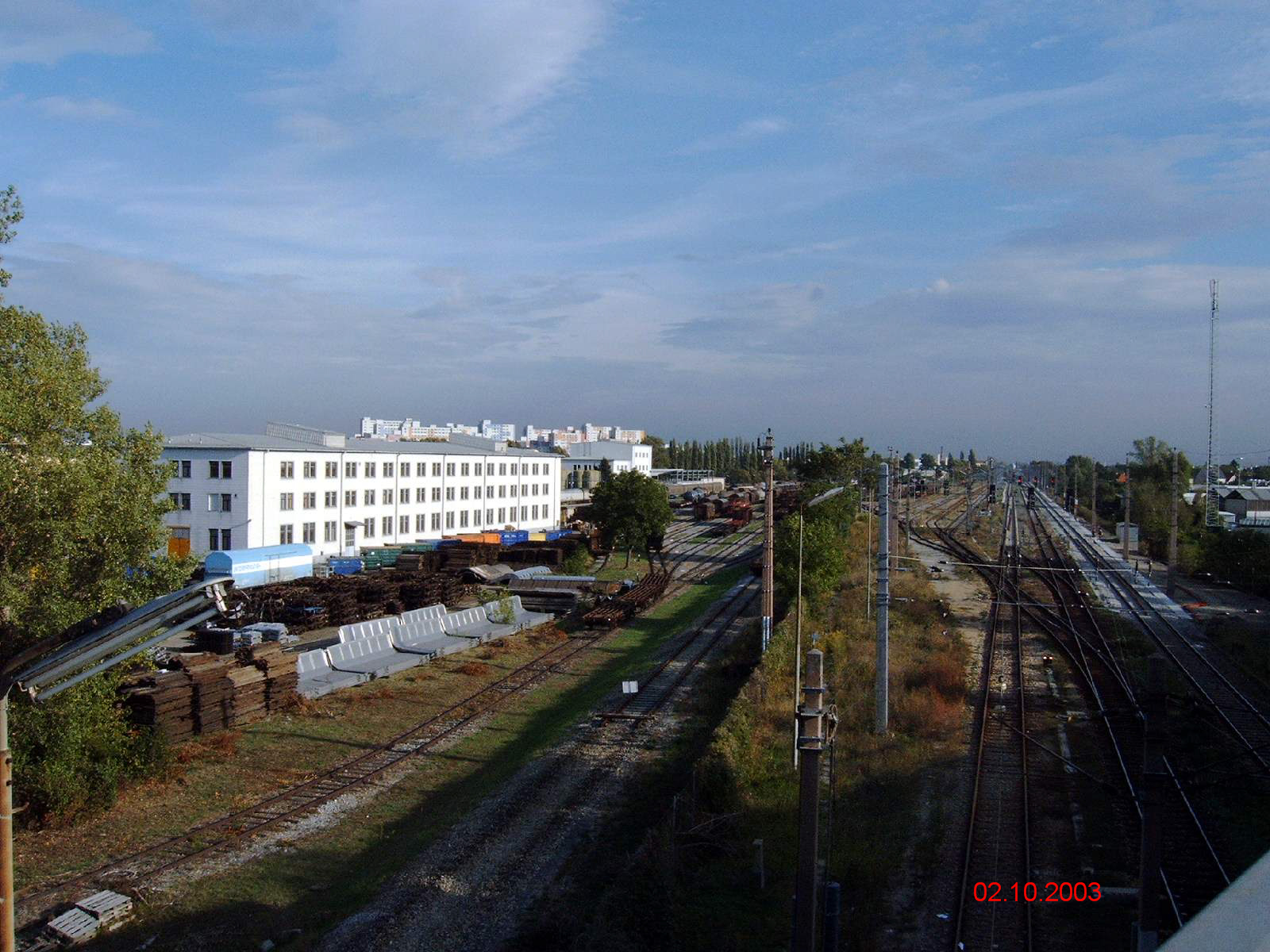
Werk Jedlersdorf

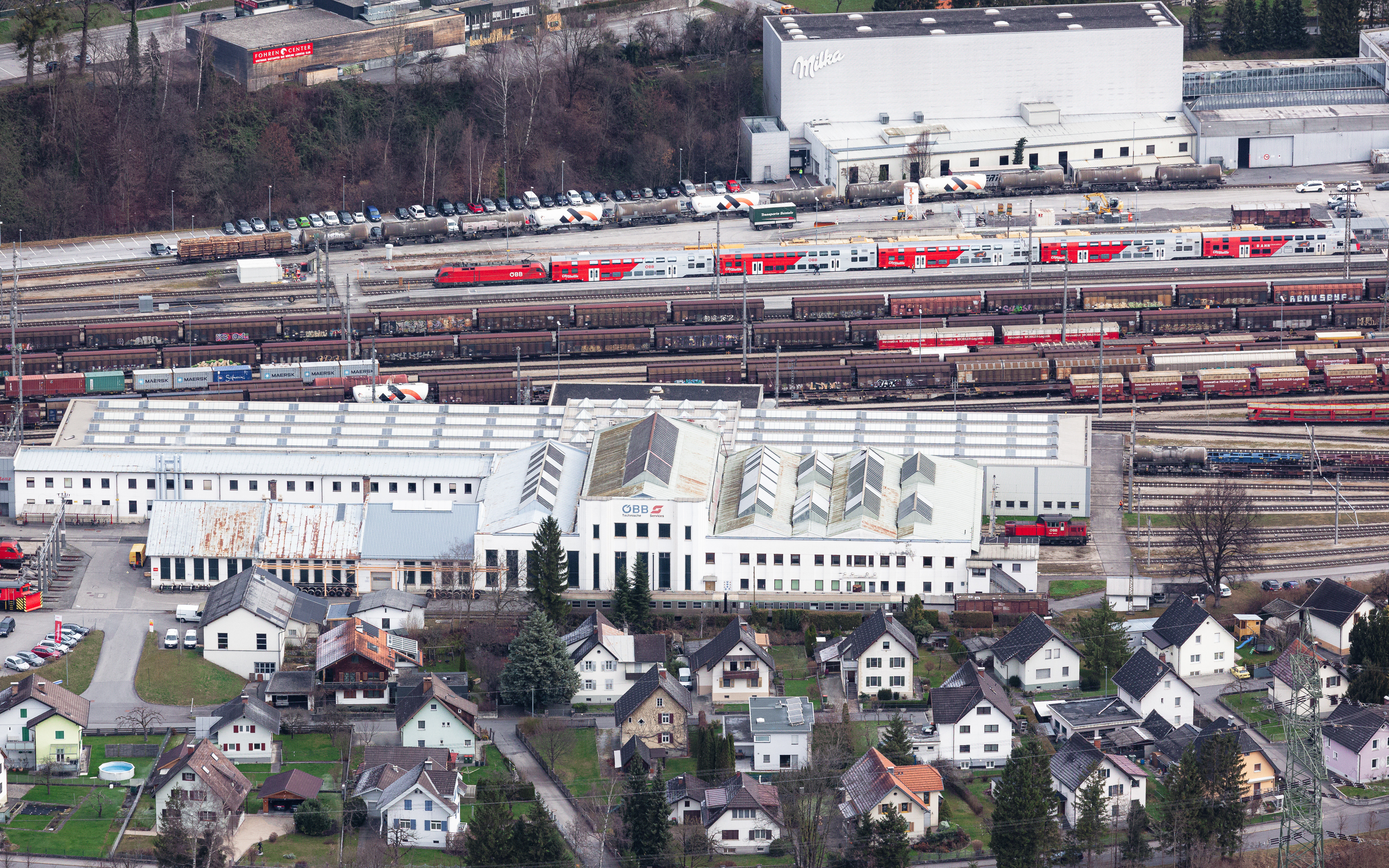
Service Bludenz

- Werk Jedlersdorf
- Werk Simmering
- Werk St. Pölten
- Werk Linz
- Werk Knittelfeld

#### Service-Standorte
- Service Bludenz
- Service Bruck an der Mur
- Service Floridsdorf (Wiener Schnellbahn)
- Service Graz
- Service Innsbruck
- Service Kledering
- Service Krems
- Service Linz GW
- Service Linz Lok
- Service Linz PW
- Service Matzleinsdorf
- Service Rottenegg (Mühlkreisbahn)
- Service Salzburg
- Service Villach
- Service Wels
- Service Wien West
- Service Wörgl
- Service Wiener Neustadt

#### Vertragswerkstätten im Ausland
- Krefeld
- Triest
- Trnava
- Sopron
- Györ
- Miskolc
- Budapest
- Békéscsaba

## Fahrzeugbau
In Kooperation mit Siemens Mobility übernahmen die ÖBB-Technische Services bei folgenden Schienenfahrzeugen Teile der Fertigung:
- Nahverkehrs-Doppelstockwagen der ÖBB
- ÖBB-Reihe 1016[8]
- ÖBB-Reihe 1116
- Railjet 1. Generation
- ÖBB-Reihe 5022[9]
- ÖBB-Reihe 4744/4748/4748[10]
- GySEV-Baureihe 4746[11]
- ODEG-Baureihe 4746[11]